# Rezvani Motors
Rezvani Motors es una marca de diseño automotriz estadounidense y fabricante de autos deportivos de alto rendimiento con sede en Irvine, California. Rezvani Motors fue fundada por el iraní-estadounidense Ferris Rezvani, uno de los diseñadores del Vencer Sarthe, además este anteriormente trabajó con Aston Martin y Ferrari. Rezvani Motors lanzó por primera vez el Rezvani Beast. La producción de vehículos de Rezvani Motors se realiza en una instalación de 50,000 pies cuadrados que está operando en Santa Ana, California. En mayo de 2015, Rezvani Motors publicó detalles y fotos del Rezvani Beast, su primer modelo. En junio de 2015, Rezvani presentó oficialmente la versión de producción de su superdeportivo, que permite a los clientes ordenar el automóvil con un proceso de producción de 8 a 12 semanas de anticipación.
El vehículo principal de la compañía es el Rezvani Beast, un proyecto autofinanciado por la marca.

## Historia
Rezvani Motors fue fundada en 2013 por Ferris Rezvani. En junio de ese año, Rezvani Motors introdujo el Rezvani Beast basado en el Ariel Atom.
El cantante Chris Brown compró el primer Rezvani Beast en 2015 por $ 200,000. El auto fue utilizado en la filmación de su canción «Liquor». Enrique Iglesias condujo el Rezvani Beast Alpha X en su video musical "El baño".
Rezvani presentó su vehículo utilitario extremo llamado Tank en noviembre de 2017. Tank está diseñado para ser un camión de estilo militar para la carretera. Algunas de las características clave que ofrece son las siguientes: blindaje balístico opcional a prueba de balas para los niveles B4 y B7, vidrio y armadura opaca, cortafuegos, protección contra bombas, suspensión reforzada, neumáticos Military Runflat y sistema de intercomunicación. Está propulsado por un motor Dodge Hemi V6 de 4.8L y una tracción en las 4 ruedas bajo demanda. El Tank tiene opciones más avanzadas, como un sistema de visión nocturna térmica, vidrio a prueba de balas clasificado hasta el nivel balístico 7 (armas de alto calibre, incluidas rondas perforantes), armadura compuesta alrededor de los pasajeros, un dispensador de tachuelas traseras, manijas de puertas electrificadas, cerrojos magnéticos, luces cegadoras, máscaras de gas, kit de hipotermia, radiador oculto y tanque de combustible envuelto en kevlar. El tanque se construye en los Estados Unidos en la planta de Rezvani en Irvine, California. Tiene un sistema de suspensión todoterreno diseñado por las suspensiones de carreras FOX. Los propietarios del modelo del Tank incluye a Jamie Foxx, Quinton Jackson y Chris Brown.

## Modelos y productos

### Beast

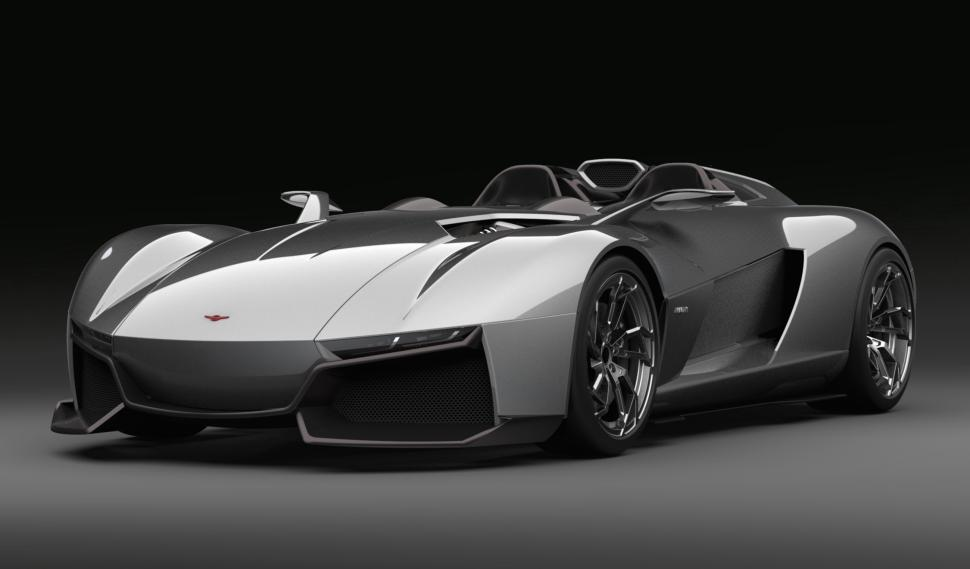
El Rezvani Beast, el primer automóvil deportivo de la compañía.

En junio de 2014, Rezvani Motors introdujo el Rezvani Beast basado en el Ariel Atom. utilizando el chasis del Atom con una carrocería ligera hecha de fibra de carbono. El modelo está hecho en Estados Unidos utilizando varias piezas del Ariel Atom construidas en Gran Bretaña El automóvil tiene 500 caballos de fuerza y una transmisión manual de seis velocidades y un diseño de rueda trasera. El parabrisas es extraíble y el automóvil pesa aproximadamente 1,650 libras. La producción utiliza tecnología de impresión 3D y frenado CNC con ajuste personalizado para un estimado de 37,1 horas de trabajo. El enrutamiento CNC se utiliza para hacer una versión 3D del automóvil. La impresión 3D se utiliza como molde para los paneles de fibra de carbono y estas crean otras partes del vehículo, como las luces y espejos

#### Beast X
Para coronar a su modelo Beast, Rezvani Motors presentó su próximo superdeportivo: el Beast X. Todavía legal en la calle, el Beast X pesa 1,750 libras, con 700 caballos de fuerza. El automóvil cuenta con un motor de 2.5 litros con turbocompresores Borg Warner, lo que lo ayuda a alcanzar 60 mph en 2.7 segundos. Solo se producirán 5 modelos del Beast X, con un precio anticipado de $ 325,000.

#### Beast Alpha
En noviembre de 2016, Rezvani presentó el Beast Alpha como una próxima versión. El Rezvani Beast Alpha es esencialmente una versión coupé del Rezvani Beast original. El Beast Alpha incluirá las recientemente patentadas "puertas Sidewinder" de Rezvani, que son puertas que se abren hacia un lado y se deslizan hacia adelante, un techo rígido, ventanas eléctricas, cerraduras eléctricas, bolsas de aire y control de clima. El tiempo de aceleración del automóvil de 0 a 60 mph (0 a 97 km / h) en 3.5 segundos. Además, tiene un motor Honda y 500 caballos de fuerza. Su precio es desde los $229.00 dólares.

#### Beast Alpha X
El Rezvani Alpha X combina un rendimiento extremo con un diseño impresionante y con las puertas Sidewinder de la compañía. El tiempo de aceleración del automóvil de 0 a 60 mph es de 3.5 segundos. Tiene unos 500 caballos de fuerza y un peso de 2.150 libras. Su precio es desde los $229.00 dólares.

#### Beast Alpha X Blackbird
En febrero de 2018, Rezvani presentó el Beast Alpha X "Blackbird". Inspirado en el Lockheed SR-71 Blackbird, es su automóvil orientado al rendimiento, con un peso corporal reducido de 952 kilos, un motor turboalimentado de 700.2 litros y 700 caballos de fuerza, con una aceleración de 0-60 mph de 2.9 segundos.

### Rezvani Tank

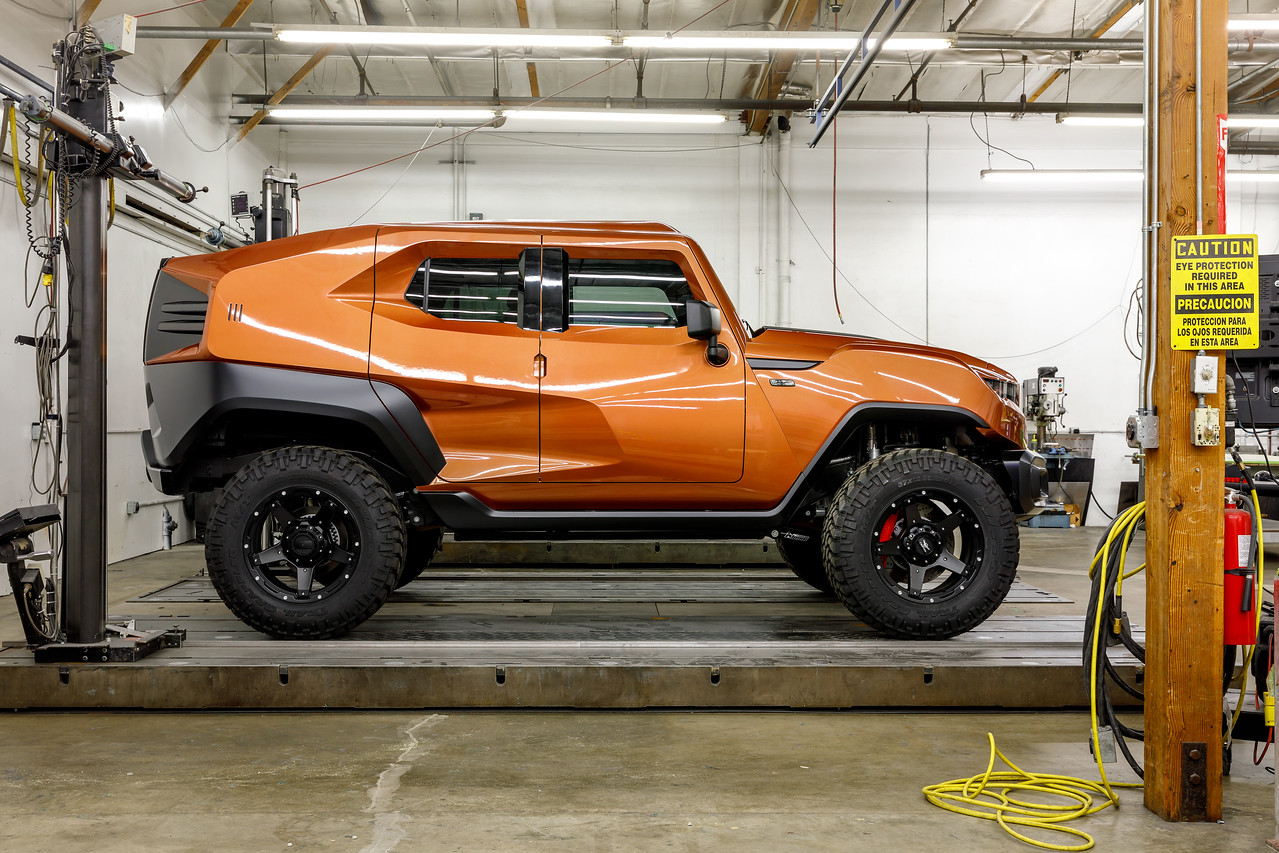
Fotografía del Rezvani Tank

Rezvani presentó su vehículo utilitario extremo llamado Tank en noviembre de 2017. El Rezvani Tank 2020 es un vehículo utilitario extremo (XUV) de inspiración militar. Se ofrece con un 6.4L SRT HEMI V8 que produce 500 HP, o un V8 sobrealimentado de 6.2L de 1000 caballos de fuerza que se encuentra en el Dodge Demon. El tanque utiliza la suspensión FOX de actualización. El Rezvani Tank ha estado en películas como Hombres de Negro: Internacional.
El Rezvani Tank Military Edition viene con protección estándar de blindaje balístico a prueba de balas en el vidrio y el cuerpo capaz de resistir las balas de un AK-47. Los equipos estándar incluyen vidrio a prueba de balas y armadura corporal, protección contra explosivos en la parte inferior, pantalla de humo, neumáticos runflat y sistema de visión térmica nocturna.

### Rezvani Hercules
El Rezvani Hercules es una camioneta pick-up 6x6 construida sobre el chasis de carrocería de un Jeep Gladiator y se presentó en plataformas en línea el 10 de noviembre de 2020. Las opciones de motor incluyen un V3 de 6.6L, turbodiésel de 3.0L, V6 de 4.8L, V6 sobrealimentado de 2.8L o un V7 sobrealimentado de 0.8L hecho a medida que produce hasta 1,300 hp.

### Rezvani Vengeance
El Rezvani Vengeance es un SUV todoterreno de tamaño completo producido por Rezvani desde 2022. Tiene capacidades todoterreno y viene con un acabado de paquete militar que viene con armadura corporal y ventanas resistentes a las balas. Las opciones de transmisión incluyen un 420 caballos de fuerza 6.2L V8 gasolina, 277 caballos de fuerza 3.0 I6 Diesel, 590 caballos de fuerza sobrealimentado 6.2L V8 y 810 caballos de fuerza sobrealimentado 6.2 L V8.